# Vjeran Tomic
Pour les articles homonymes, voir Tomic.
Vjeran Tomic est un cambrioleur français né à Paris en 1968. Il est connu pour avoir réussi à dérober cinq tableaux de maîtres au Musée d'Art Moderne de Paris la nuit du 20 mai 2010. Il a accepté de raconter son histoire dans un documentaire disponible sur Netflix intitulé Vjeran Tomic, l'homme-araignée de Paris. En 2025, le film Les Règles de l'art s'inspire des faits dans une comédie policière.

## Biographie
Né de parents originaires de Bosnie-Herzégovine mais vivant à Paris, il passe son enfance chez ses grands-parents, où il commet ses premiers méfaits. Il retourne en France à l'âge de onze ans. 
Arrêté une première fois en 1999, la presse le surnomme « l'homme-araignée », par son aisance à escalader et évoluer sur les toits parisiens. Sans jamais avoir recours à la violence ou l'intimidation, il parvient ainsi à dérober nombre de biens de valeur en s'infiltrant par les toits dans des appartements des beaux quartiers parisiens. 
Le 20 mai 2010, il démonte la vitre d'une fenêtre, casse la chaîne qui bloque la grille de sécurité et s'introduit dans le musée d'Art moderne de Paris sans déclencher l'alarme, défectueuse au moment des faits. En un temps record il s'empare de cinq œuvres majeures de la collection du musée ː Le Pigeon aux petits pois de Pablo Picasso, Pastorale d'Henri Matisse, L'Olivier près de l'Estaque de Georges Braque, Nature morte, chandeliers de Fernand Léger et La Femme à l'éventail d'Amedeo Modigliani. Il est arrêté un an plus tard par les enquêteurs de la police judiciaire dans le cadre d'une autre affaire et reconnaît le vol au MAM au cours de sa garde à vue.
Sa particularité était de cambrioler dans le calme et sans agression, tout comme le jour où la police l'arrête, et où il reconnaît tout simplement ses méfaits. Il pouvait monter à mains nues les façades des beaux immeubles jusqu'à une hauteur de 10 à 15 étages, et sans filet de sécurité, l'adrénaline étant un moteur important selon ses dires.
Condamné en 2017 à huit ans de prison, le tribunal déplore à cette occasion son absence de regret, qui s'apparente à « une forme de contentement », et note que son « ancrage dans la délinquance » (14 mentions figurent au casier judiciaire) s'apparente à un « mode de vie ». Il est libéré en 2022. 
L'année suivante, alors que les tableaux n'ont toujours pas été retrouvés, Netflix lui consacre un documentaire intitulé Vjeran Tomic, l'homme-araignée de Paris.